# Maria Cheia de Graça
María, llena eres de gracia (bra/prt: Maria Cheia de Graça) é um filme colômbio-estadunidense de 2004, dos gêneros drama e suspense, escrito e dirigido por Joshua Marston.
O título é uma referência simultânea à oração católica e ao que Maria carrega em seu corpo para os Estados Unidos.

## Enredo
María é uma garota alegre de 17 anos que vive no interior da Colômbia. Ao se ver grávida e desempregada, aceita trabalhar como "mula" do narcotráfico.

## Elenco
- Catalina Sandino Moreno - María Álvarez
- Virginia Ariza - Juana
- Yenny Paola Vega - Blanca
- Patricia Rae - Carla
- Rodrigo Sánchez Borhorquez - o supervisor
- Charles Albert Patiño - Felipe
- Wilson Guerrero - Juan
- Johanna Andrea Mora - Diana Álvarez
- Fabricio Suarez, Mateo Suarez - Pacho
- Evangelina Morales - Rosita
- Juana Guarderas - o farmacêutico
- John Álex Toro - Franklin
- Jaime Osorio Gómez - Javier
- Guilied Lopez - Lucy Díaz
- Victor Macias - Pellet Maker

## Recepção
O filme foi aclamado pela crítica, alcançando uma taxa de aprovação de 97% no site agregador Rotten Tomatoes baseado em 143 avaliações de críticos, ganhando um "Certificado Fresco". Sua arrecadação mundial bruta foi de US$ 12 594 630 (US$ 6 529 624 nas bilheterias estadunidenses e US$ 6 065 006 em outros territórios).

## Prêmios e indicações
| Ano  | Prêmio                    | Categoria                    | Recipiente              | Resultado | Ref.  |
| ---- | ------------------------- | ---------------------------- | ----------------------- | --------- | ----- |
| 2004 | Festival de Berlim        | Urso de Prata - Melhor Atriz | Catalina Sandino Moreno | Venceu    | [ 7 ] |
| 2004 | Festival de Berlim        | Urso de Ouro                 | Maria Cheia de Graça    | Indicado  | [ 7 ] |
| 2004 | Festival de Berlim        | Prêmio Alfred Bauer          | Maria Cheia de Graça    | Venceu    | [ 7 ] |
| 2005 | Oscar                     | Melhor Atriz                 | Catalina Sandino Moreno | Indicada  | [ 8 ] |
| 2005 | Independent Spirit Awards | Melhor Filme                 | Maria Cheia de Graça    | Indicado  | [ 9 ] |
| 2005 | Independent Spirit Awards | Melhor Diretor               | Joshua Marston          | Indicado  | [ 9 ] |
| 2005 | Independent Spirit Awards | Melhor Atriz                 | Catalina Sandino Moreno | Venceu    | [ 9 ] |
| 2005 | Independent Spirit Awards | Melhor Atriz Coadjuvante     | Yenny Paola Vega        | Indicada  | [ 9 ] |
| 2005 | Independent Spirit Awards | Melhor Primeiro Roteiro      | Joshua Marston          | Venceu    | [ 9 ] |